# Lord Belial
Lord Belial foi uma banda de black metal da Suécia, formada em 1992 que encerrou suas atividades em 2009, razão principal do fim da banda é um problema no ouvido (um zumbido) que se tornou um grande problema para Micke (Backelin, baterista da banda) nos últimos anos, porém a banda voltou a ativa desde 2013, em 2015 encerraram suas atividades.

## Integrantes
- Thomas "Dark" Backelin - Guitarra, vocales
- Micke "Sin" Backelin - Batería

### Exintegrantes
- Daniel "Mojjo" Moilanen - Batería
- Fredrik "Plague" Wester - Guitarra (2000, 2002)
- Hjalmar Nielsen - Guitarra
- Jenny "Lilith" Andersson - Flauta (1993–1999 & Kiss the Goat)
- Cecilia Sander - Flauta (Into the Frozen Shadows & Angelgrinder)
- Catharina Jacobsson - Flauta (Enter the Moonlight Gate)
- Annelie Jacobsson - Flauta (Unholy Crusade)
- Jelena Almvide - Violoncelo (Enter the Moonlight Gate & Unholy Crusade)
- Niclas "Vassago" Andersson - Guitarra (1992–2000, 2001–2003, 2006–)
- Anders "Bloodlord" Backelin - Guitarra baixa

## Discografia
- Into the Frozen Shadows (demo) - 1994
- Kiss the Goat (compilação) - 1994
- Enter the Moonlight Gate - 1996
- Unholy Crusade - 1999
- Angelgrinder - 2002
- Scythe of Death - EP, 2003
- The Selial of Belial - 2004
- Nocturnal Beast - 2005
- Revelation: The 7th Seal - 2007
- The Blac Curse - 2008